# 斯洛克努滕峰
72°02′S 4°52′E / 72.033°S 4.867°E
斯洛克努滕峰（英語：Sloknuten Peak）是南極洲的山峰，位於東部南極洲的毛德皇后地，屬於穆利格-霍夫曼山脈的一部分，現時受南極條約體系管理。